# Lana Wolf
Lana Wolf (Wezep, 14 december 1975) is een Nederlandse zangeres en radiodeejay.

## Biografie
Op 10-jarige leeftijd stond Wolf in het voorprogramma van BZN. In 1997 bracht zij, onder begeleiding van Spiros, de single Vuur en vlam uit, een cover van Gerardina Trovato. In 1998 volgde het nummer Laat me vrij. Juni 1998 was de hoogste notering van Laat me Vrij plek 22 in de Noordzee Mega TOP 30. Tussen 2000 en 2007 zong ze in De Zwolse Muziekfabriek, waarmee ze een album opnam. Daarnaast was ze van 2001 tot 2007 een van de zangeressen van de Band Of Glory, die hierna overging in Blaas of Glory. In 2002 was ze betrokken bij het project Nature, dat de 12-inch Free your mind uitbracht. Tussen 2005 en 2007 was ze een van de vaste achtergrondzangeressen van Frans Bauer tijdens diens theatertournees.
In 2008 begon Wolf als copresentator bij het KX Radio-programma Siebelink & Stenders dat later werd hernoemd naar Siebelink, Wolf & Stenders. In 2009 was zij korte tijd producer en redactielid van Stenders Eetvermaak op 3FM. Later kreeg Wolf op KX Radio een eigen programma Het Uur van de Wolf op zaterdagochtend. Hiernaast heeft ze ook diverse jingles ingezongen voor Veronica en KX Radio. Vanaf 2018 is zij Radio DJ bij Ice Radio en NH Radio met haar programma Het Uur van de Wolf.

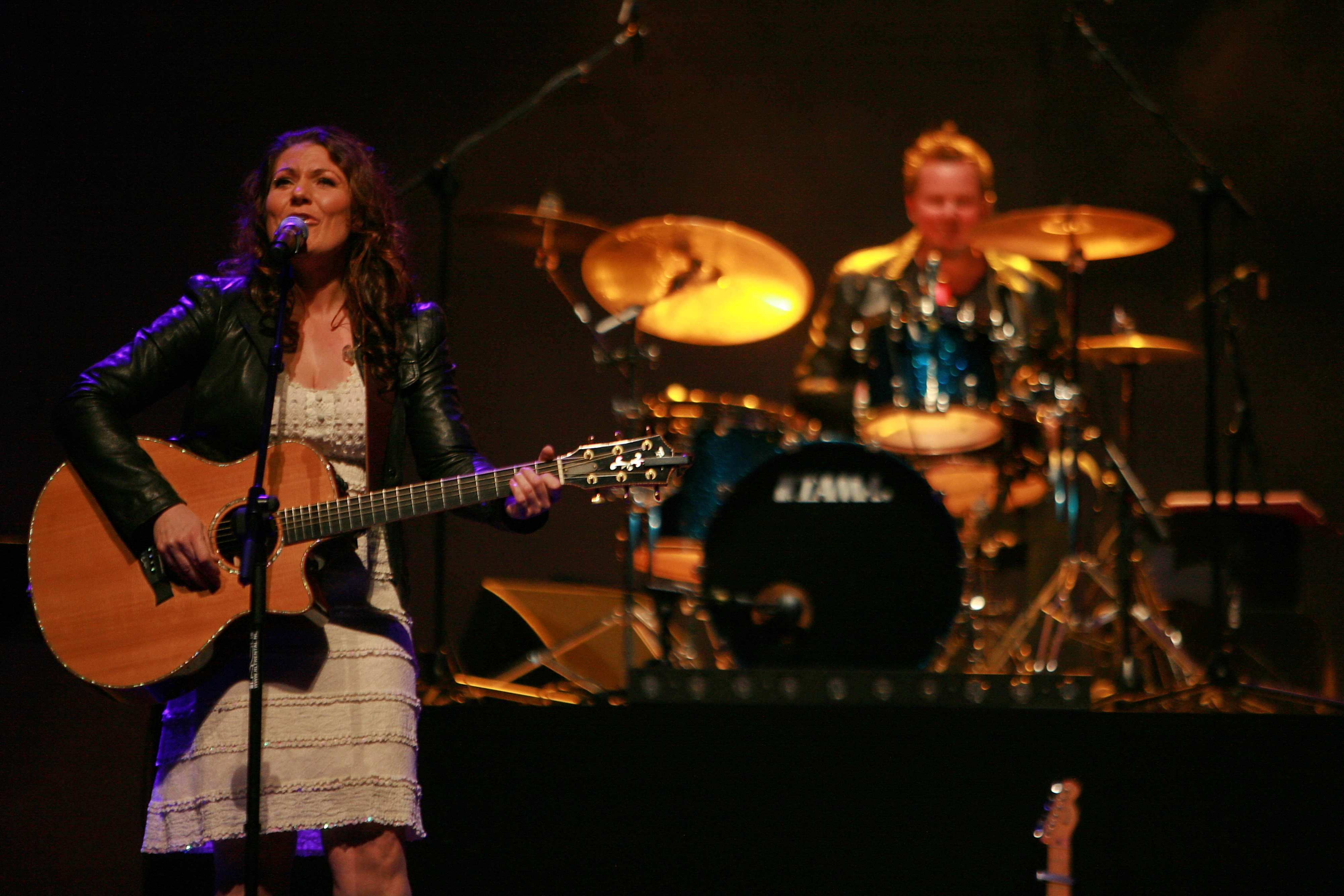
Lana Wolf bij The American Country Legends, World Forum Theater, Den Haag, 2015

In 2008 nam zij een album op met de Amerikaanse producer Camus Celli, die eerder werkte met Gavin DeGraw, Tina Turner en CeCe Peniston. In hetzelfde jaar verscheen de eerste single Letting go op haar eigen platenlabel JL Records. De single See the light, die in 2010 verscheen, behaalde de 34e positie van de Single Top 100. Hetzelfde jaar verscheen het album Something About Lana. In het radioprogramma De Strepen van Spits van Frits Spits kreeg het album 5 strepen toebedeeld.
In 2009 vervulde Lana een hoofdrol bij de theaterproductie Rockopera in Concert van de Kapel van de Koninklijke Luchtmacht, waarmee zij tevens een album opnam. Vanaf 2010 heeft Lana een rol als vrouwelijke vampier in de zesdelige comic Sanguis van Romano Molenaar en Dimitri Jansma.
In 2014 nam Wolf een countryalbum op in Nashville met de Amerikaanse producent en muzikant John Heinrich. De plaat, met als titel 'Nashville' werd uitgegeven op CD en vinyl.
In 2015 startte ze een toer met de theatershow The American Country Legends, die tot 2016 gepland staat. De toer vindt plaats, echter zonder de burgemeester. Dit bleek namelijk een 1 aprilgrap.
The American Country Legends heeft een vervolg in 2017, 2018 en 2019 in Nederland en Belgïe, met als titel 'A Night at the Opry', vanwege het thema de Grand Ole Opry. Met de laatstgenoemde theatershow, won Lana de publieksprijs van de DCMA voor de 'show van het jaar', tijdens het DCMA Award Gala 2018.
In 2016 nam Lana Wolf weer een countryalbum in Nashville op. Nu vooral met eigen werk. Het album 'Fireflies in Nashville' kwam officieel 1 juni 2017 uit. De eerste single 'Love Being a 70's Child' kwam 20 mei uit en kwam 28 mei de iTunes-hitlijst voor nummers voor Nederland binnen op nummer 38 en stond 14 juni op hoogste nummer 6. De tweede single 'Ball and Chain' kwam 4 augustus uit en kwam 7 augustus de iTunes-hitlijst voor nummers voor Nederland binnen op nummer 50 en stond 24 augustus op hoogste nummer 7.
Lana arrangeert en zingt de backing vocals van nummers van artiesten als Annie Schilder en Jan Keizer (BZN), Wolter Kroes, Dennie Christian en André Hazes jr.. 
Maart 2020, werd Nederland opgeschud door de coronapandemie. Sindsdien is Lana ook gaan tekenen en schilderen.
Vanaf 2022 toert Lana, onder de noemer Het Uur van de Wolf, met de theatershow Linda Ronstadt & Friends.

## Discografie

### Albums
- Something about Lana (2010)
- Nashville (2014)
- Fireflies in Nashville (2017)

### Singles
- Vuur en vlam (1997; nr. 22 in de Noordzee Mega Top 30)
- Laat me vrij (1998)
- Letting go (2008)
- See the light (2010; nr. 34 in de Single Top 100)
- Willin' (2014)
- Good hearted woman (2015)
- Love Being a 70's Child (2017; nr. 6 in de iTunes Single Top 100)
- Ball and Chain (2017; nr. 7 in de iTunes Single Top 100)